# Gianni De Luca
Fortunato De Luca, detto Gianni (Gagliato, 27 gennaio 1927 – Roma, 6 giugno 1991), è stato un fumettista, illustratore, pittore e incisore italiano considerato uno dei più grandi maestri italiani del fumetto, dotato di una eleganza grafica che caratterizzerà tutta la sua produzione e capace di una continua ricerca stilistica che, sperimentando nuove soluzioni grafiche, lo rese uno dei disegnatori italiani più innovativi; fra le sue opere più famose e ristampate ci sono Il commissario Spada e la Trilogia shakesperiana. L'influenza culturale di De Luca è riconosciuta anche da maestri internazionali del fumetto come Frank Miller, Dave McKean o Bill Sienkiewicz, che lo citano come uno dei loro artisti di riferimento.

## Biografia
(Nato con la matita – Gianni De Luca intervistato dalla figlia)
Nato in Calabria, nel 1933 la famiglia si trasferì a Roma dove crebbe e frequentò il liceo artistico; esordì come disegnatore di fumetti nel marzo 1946 sull'albo Tam-Tam n. 2 edito dalla SEMCI con la storia Il guercio sconfitto, piccole tavole in formato verticale; poi nel giugno dello stesso anno pubblicò la storia Anac il distruttore nel primo numero della serie Albi Roma dell'AVE, seguita nel terzo numero dell'agosto 1946 da La meravigliosa invenzione, su testi di Danilo Forina, storia disegnata nel 1945; nel 1947 sull'albo della serie azzurra dei "4 cerchi" pubblica  Nel regno di Kamrasi. Nel 1947 si iscrisse alla facoltà di architettura che abbandonò presto per dedicarsi al lavoro di fumettista. Esordì sul Il Vittorioso alla fine dello stesso anno con Il mago Da Vinci, ma già nel 1946 vi aveva pubblicato alcune illustrazioni a corredo di diverse rubriche. Nel 1948 pubblicò alcune storie brevi disegnate nel 1946. Sempre sul Vittorioso nel biennio 1948-1949 illustra Battaglia ai ciuffi bianchi di Alberto Malfatti, che all'epoca suscitò grande entusiasmo fra i lettori. Nello stesso periodo esordì sul primo Diario Vitt realizzando copertina e illustrazioni e, successivamente, nel 1949-1950 pubblicò varie storie a fumetti di genere avventuroso/storico (I naufraghi del Mc. Person, Prora vichinga, L'impero del sole, La sfinge nera e Il tempio delle genti); nel 1951 pubblicò Gli ultimi della Terra e, nel 1952, Il cantico dell'arco su testi ancora di Forina, Le braccia di pietra su testi di Belloni (Il Vittorioso, 1952-53).
Nel 1953 iniziò una lunga collaborazione con il settimanale Il Giornalino sul quale esordì con la storia, La leggenda della montagna; seguirono molte altre storie realizzate anche per Il Vittorioso sul quale nel 1957 pubblicò Giallo alla 14ª strada su testi di Mario Basari e, nel 1958, illustra il racconto in 27 puntate di Lino Monchieri Ragazzi di Ungheria. Fino al 1960 realizzò storie di argomento biblico o avventuroso, oltre a numerose copertine. Alla fine degli anni cinquanta realizzò, sempre per il Giornalino la serie La più grande storia mai raccontata, una serie a fumetti tratta dalla Bibbia, e, durante gli anni sessanta, I dodici in cammino, una storia della chiesa cattolica; la serie venne raccolta in volume nel 1969 e, nelle successive ristampe, vennero aggiunte storie sugli avvenimenti degli anni settanta sempre disegnate da De Luca per il volume stesso. Su testi di Basari poi disegnò nel 1960 il giallo Non fumare la dinamite.
Durante gli anni sessanta si dedicò completamente all'illustrazione, riprendendo con il fumetto una prima volta nel 1967 con la pubblicazione de L'ultima Atlantide sul Giornalino, che venne poi ristampata in bianco e nero su Comics nel 1974; la storia risaliva però al 6 marzo 1957, come si vede riportato in calce nella prima tavola, mentre dalla quarta tavola in poi vennero firmate con il n. 64 a indicarne l'anno di realizzazione.(Vedi Vitt&dintorni n.54/2022 pagg. 10-17)
Illustrò inoltre opuscoli su vite di santi editi dalle Paoline. Attività che riprese negli anni '70 e '80 per alcuni libretti pubblicati dalle edizioni del Messaggero di Padova.
Per la rivista edita da quest'ultimo, il Messaggero dei Ragazzi (comunemente noto come MeRa), realizzò, tra il 1968 ed il 1974, diverse illustrazioni per racconti e una ventina di "paginoni" centrali per inserti culturali, alcuni dei quali di notevole impatto grafico.
Nel 1961, per la rivista di attualità Orizzonti, disegnò una serie di illustrazioni in bianco e nero a corredo di racconti di scrittori cattolici
Nel 1969 riprese a occuparsi definitivamente di fumetti pubblicando Bob Jason, due avventure di genere western seguite nel 1970 dal poliziesco con il commissario Spada, scritto da Gian Luigi Gonano che aveva conosciuto grazie a Gino Tomaselli, redattore della testata e modello per la prima versione del personaggio, nonché ispiratore della serie; la serie riscosse molto successo e fu ritenuta molto innovativa vincendo, nel 1971, il premio Yellow Kid. Venne realizzata fino al 1982. Con questa opera l'autore continua la sua ricerca stilistica sperimentando nuove soluzioni grafiche che lo resero uno dei disegnatori più innovativi del periodo.
Nel 1975 interrompe l'impegno con il Commissario Spada per realizzare, insieme a Raoul Traverso, alcune trasposizioni a fumetti di opere di Shakespeare, Amleto, La tempesta e Romeo e Giulietta; il ciclo, noto come "trilogia shakespeariana" venne pubblicato a puntate sul Giornalino dal 1975 al 1976 ed è considerato un capolavoro, venne realizzato con una raffinata tecnica innovativa in rottura con le tecniche tradizionali dell'epoca. Per la Dardo pubblicò nel 1978 la storia Nessuna risposta, su testi di Franco Fattori.
Dal 1978 sino al 1983 realizza, per le edizioni Comic Art, 43 copertine per la riedizione delle strisce domenicali di Brick Bradford.
Con la conclusione della serie sul Commissario Spada nel 1982, passa ad altre di genere umoristico come la trasposizione del giornalino di Gian Burrasca su testi di Claudio Nizzi; segue poi Avventura sull'Orinoco, scritta da Roberto Dal Prà, e le biografie di Totò e Marilyn Monroe, su testi di Marco Di Tillo.
Seguì poi Paulus, storia di genere fantascientifico scritta da Tommaso Mastrandrea incentrata sul Paolo di Tarso; la storia, ambientata in un sistema spaziale vicino alla terra in un lontano futuro dominato da SATS, un essere mostruoso che domina l'universo, narra di un bibliotecario, Paulus che, attraverso la lettura dei vangeli e degli Atti degli Apostoli troverà la forza di ribellarsi al dominio del dittatore arrivando a sacrificarsi per diffondere il contenuto dei libri proibiti; questo fumetto è caratterizzato da una doppia formula grafica; realizzazione con pennini a inchiostro per le scene ambientate nel futuro, utilizzo di tempere e pennelli per le proiezioni dei filmati di san Paolo.
L'anno successivo, il 1988, pubblicò La freccia nera, versione a fumetti dell'omonimo romanzo, sceneggiata da Paola Ferrarini; nello stesso periodo inizia la sua ultima opera, I giorni dell'Impero; ambientata nella Roma imperiale, la serie resterà incompiuta a causa dell'improvvisa morte dell'autore nel 1991. venne comunque pubblicata postuma sul Giornalino, realizzando parte dell'ultima puntata con le tavole non ancora inchiostrate, ma comunque definite, lasciate dall'autore.

## Opere
- Gianni De Luca (testi), Athos Carrara (disegni); I lupi della montagna, , AVE, Roma, 1953.
- Gianni De Luca (testi e disegni); Bandito per forza, , AVE, Roma, 1954.
- Gianni De Luca (testi), Luciana Martini (disegni); Il vagabondo dei ragazzi, , AVE, Roma, 1955.
- Gianni De Luca (testi), Attilio Monge e Bruno Simonetto (disegni); I Dodici in cammino. Storia della Chiesa, , Paoline, Roma, 1967.
- Gianni De Luca (testi), Attilio Monge e Giovanni Ziella (disegni); La più grande storia mai raccontata. La Sacra Bibbia, , Paoline, Roma, 1969.
- Gianluigi Gonano (testi), Gianni De Luca (disegni); Il commissario Spada. L'uomo senza ricordi, , Edizioni Paoline, Milano, 1973.
- Gianni De Luca (testi), William Shakespeare (disegni); La tempesta, in Il Giornalino nn. 39-42, Edizioni San Paolo, Milano, 5-26 ottobre 1975. (adattamento di Sigma)
- Gianni De Luca (testi), William Shakespeare (disegni); Amleto, in Il Giornalino nn. 3-10, Edizioni San Paolo, Milano, 18 gennaio-7 marzo 1976. (adattamento di Sigma)
- Gianni De Luca (testi), William Shakespeare (disegni); Romeo e Giulietta, in Il Giornalino nn. 43-50, Edizioni San Paolo, Milano, 31 ottobre-19 dicembre 1976. (adattamento di Sigma)
- Gianni De Luca (testi), Corrado Biggi (disegni); Giovanni Bosco, , EMP, Padova, 1977.
- Gianni De Luca (testi e disegni); Shakespeare a fumetti. Amleto, Romeo e Giulietta, La tempesta, , EP Gruppo Periodici, Milano, 1977. (riduzione di Sigma)
- Gianni De Luca (testi), Giannina Facco (disegni); Giovanna d'Arco, , EMP, Padova, 1978.
- Mario Basari (testi), Gianni De Luca (disegni); Non fumar la dinamite, in Il Giornalino, Edizioni San Paolo, Milano, 1960-1961. (ristampato nel 1978 nell'inserto Larry Yuma allegato a Il Giornalino nn. 24/33)
- Gianni De Luca (testi e disegni); Il diario di Gian Burrasca, in Il Giornalino nn. 38-47, Edizioni San Paolo, Milano, 25 settembre-27 novembre 1983. (dall'opera omonima di Vamba, adattamento di Claudio Nizzi)
- Marco Di Tillo (testi), Gianni De Luca (disegni); Marilyn Monroe, in Il Giornalino n. 33, Edizioni San Paolo, Milano, 14-21 agosto 1985.
- Gianni De Lucatitolo=La freccia nera (testi e disegni); Il Giornalino nn. 43-48, Edizioni San Paolo, Milano, 2 novembre-7 dicembre 1988. (dal romanzo di Robert Louis Stevenson, riduzione di Paola Ferrarini)
- Gianni De Luca (testi), Attilio Monge (disegni); Piccola vita di Gesù, , Edizioni Paoline, Milano, 1988, ISBN 88-215-1514-1.
- William Shakespeare (testi), Gianni De Luca (disegni); Romeo e Giulietta, , Famiglia Cristiana, Alba, 1989.
- Paola Ferrarini e Gianni De Luca (testi), Robert Louis Stevenson (disegni); La freccia nera a fumetti, in Il Giornalino, Edizioni San Paolo, Milano, 1994.
- Gianni De Luca (testi), William Shakespeare (disegni); Amleto. A fumetti, , San Paolo, Cinisello Balsamo, 1995, ISBN 88-215-2996-7. (riduzione di Sigma)
- Gianni De Luca (testi), William Shakespeare (disegni); Romeo e Giulietta. A fumetti, , San Paolo, Cinisello Balsamo, 1995, ISBN 88-215-2997-5. (riduzione di Sigma)
- Gianni De Luca e Gianluigi Gonano (testi e disegni); Il commissario Spada,  vol. 1, Edizioni BD-Black Velvet, Bologna, 2003, ISBN 88-87658-40-4.
- Gianni De Luca e Gianluigi Gonano (testi e disegni); Il commissario Spada,  vol. 2, Edizioni BD-Black Velvet, Bologna, 2003, ISBN 88-87658-59-5.
- Gianni De Luca e Gianluigi Gonano (testi e disegni); Il commissario Spada,  vol. 3, Edizioni BD-Black Velvet, Bologna, 2006, ISBN 88-87658-93-5.
- Gianni De Luca e Gianluigi Gonano (testi e disegni); Il commissario Spada,  vol. 4, Edizioni BD-Black Velvet, Bologna, 2006, ISBN 88-89574-61-5.
- Gianni De Luca e Gianluigi Gonano (testi e disegni); Il commissario Spada. Milano criminale, in la Repubblica, GEDI Gruppo Editoriale, Roma, 2005.
- Rudolph (testi), Gianni De Luca (disegni); Romeo e Giulietta, , Periodici San Paolo, Alba, 2005.
- Gianni De Luca (testi e disegni); Romeo e Giulietta, , Alessandro Editore, Bologna, 2007, ISBN 978-88-8285-237-5. (dalla tragedia di William Shakespeare, riduzione di Sigma)
- Gianni De Luca e Gianluigi Gonano (testi e disegni); Il commissario Spada. Gli anni di piombo, , Oscar Mondadori, Milano, 2008, ISBN 978-88-04-57760-7. (a cura di Sergio Rossi)
- Gianni De Luca (testi e disegni); Gian Burrasca e altre storie, , Black Velvet, Bologna, 2008, ISBN 978-88-87827-83-5. (contiene: Il diario di Gian Brurrasca dal romanzo di Vamba; adattamento di Claudio Nizzi. La freccia nera dal romanzo di R. L. Stevenson; adattamento di Paola Ferrarini. Pattini d'argento dal romanzo di Mary Mapes Dodge; adattamento di Renato Gelardini)
- Tommaso Mastrandrea (testi), Gianni De Luca (disegni); Storia di San Paolo a fumetti, , San Paolo, Milano, 2008.
- Gianni De Luca (testi e disegni); Shakespeare, , Mondadori, Milano, 2009. (contiene: Amleto, Romeo e Giulietta, La tempesta, Non fumar la dinamite, Totò, Marilyn Monroe)
- Gianni De Luca (testi e disegni); Amleto: dall'opera di William Shakespeare, , Black Velvet, Bologna, 2012, ISBN 978-88-96197-73-8. (adattamento di Raoul Traverso, a cura di Stefano Gorla e Sergio Rossi)
- Gianni De Luca (testi e disegni); Romeo e Giulietta dall'opera di William Shakespeare, , Black Velvet, Bologna, 2012, ISBN 978-88-96197-92-9. (adattamento di Raoul Traverso, a cura di Stefano Gorla e Sergio Rossi)
- Gianni De Luca (testi e disegni); Il diario di Gian Burrasca. Dal romanzo di Vamba, , Black Velvet, Bologna, 2012, ISBN 978-88-96197-88-2. (adattamento di Claudio Nizzi, a cura di Stefano Gorla e Sergio Rossi)
- Gianni De Luca (testi e disegni); Disegni invisibili. Pensieri e parole di un maestro del fumetto italiano, , Dino Audino, Roma, 2012, ISBN 978-88-7527-236-4. (a cura di Laura De Luca, prefazione di Luca Raffaelli)
- Gianni De Luca e Gianluigi Gonano (testi e disegni); Il commissario Spada. Tutte le storie, , Mondadori, Milano, 2017, ISBN 978-88-04-68095-6. (a cura di Sergio Rossi)
- Gianni De Luca, Trilogia Shakespeariana, Edizioni NPE, 2019 ISBN 9788894818291 [23]
- Gianni De Luca, Tommaso Mastrandrea, Paulus, Edizioni NPE, 2019 ISBN 9788894818383 [24]
- Gianni De Luca, Mauro Cominelli, I giorni dell'impero, Edizioni NPE, 2020 ISBN 9788894818499 [25]
- Gianni De Luca, Roberto Dal Prà, Avventura sull'Orinoco, Edizioni NPE, 2022 ISBN 9788836270927 [26]
- Gianni De Luca, I disegni mai visti - Gianni De Luca illustratore e pittore, a cura di Pier Giuseppe Barbero e Laura De Luca, Edizioni NPE, 2023 ISBN 9788836271405 [27]
- Gianni De Luca, Claudio Nizzi, Il diario di Gian Burrasca, Edizioni NPE, 2024 ISBN 9788836271917 [28]

## Riconoscimenti
- Mostra a lui dedicata a Bologna nel 2008, all'interno del festival del fumetto BilBOLbul.[6][8]
- Premio Yellow Kid al Salone Internazionale dei Comics per la serie del Commissario Spada (1971).[29]